# Fritillaria dzhabavae
Fritillaria dzhabavae är en liljeväxtart som beskrevs av Andrej Pavlovich Khokhrjakov. Fritillaria dzhabavae ingår i Klockliljesläktet och i familjen liljeväxter. Inga underarter finns listade.